# مرکز پژوهش‌های مجلس شورای اسلامی
مرکز پژوهش‌های مجلس شورای اسلامی یک بنیاد پژوهشی وابسته به مجلس شورای اسلامی ایران است که پژوهش‌های علمی لازم را جهت استفاده در برنامه‌ریزی‌ها و تصمیمات حقوقی و فناورانه انجام می‌دهد. این مرکز در تلاش است تا بدور از جهت‌گیری‌های سیاسی و به‌طور مستقل نظرات کارشناسان حوزه‌های مختلف را به نمایندگان مردم عرضه کند. این مرکز دارای قانون مصوب مجلس بوده و مشابه با دیوان محاسبات کشور از لحاظ بودجه، تشکیلات استخدامی و ترتیبات اداری و مالی از مجلس شورای اسلامی مستقل است.
مرکز پژوهش‌های مجلس شورای اسلامی از مراکز تحقیقاتی مهم ایران است که اسناد و مدارک و اطلاعات عمومی سایر سازمان‌های دولتی در آن قابل دسترسی است و تصمیمات، مذاکرات و اسناد حکومتی دیگر ارگانهای جمهوری اسلامی نیز در آن یافت می‌شود. (این مرکز تنها مرکز پزوهشی حاکمیتی دارای قانون مصوب و با تأثیرگذاری مستقیم بر روی طرح‌ها و لوایح است).
این مرکز به اطلاعات عادی و محرمانه بیشتر سازمانها و وزارت خانه‌ها و مراکزی چون سازمان انرژی اتمی، وزارت اطلاعات و وزارت امور خارجه ایران دسترسی دارد، لیکن نتایج مطالعات کارشناسی صرفاً در حوزه‌های عمومی و غیر محرمانه در وبگاه این مجموعه به آگاهی عموم می‌رسد. عمده تحقیقات مرکز پژوهش‌ها در حوزه قانون‌گذاری و بررسی طرح‌ها و لوایح است.
مرکز پژوهش‌های مجلس ایران تنها رکن مجلس است که غیر از نمایندگان مجلس، اعضا و کارشناسان رسمی خارج از مجلس دارد. بر اساس قانون شرح وظایف مرکز پژوهش‌های مجلس «پنج نفر از پژوهشگران که حداقل سه نفر تمام‌وقت از رشته‌های مختلف تخصصی که دارای حداقل مرتبه استادیاری با پنج سال سابقه باشند با معرفی رئیس مرکز و تصویب هیئت امنا و به مدت چهار سال با حکم ریاست مجلس» در کنار «پنج نفر از شخصیت‌های علمی، تخصصی و کارشناسی مجلس از بین نمایندگان داوطلب به انتخاب هیئت امنای مرکز» در ترکیب این مرکز حضور دارند. رئیس مرکز پژوهش‌های مجلس هم با انتخاب هیئت امنا برای یک دوره ۴ ساله یعنی عمر یک دوره مجلس انتخاب می‌شود.
از ۴ شهریور ۱۴۰۰ بابک نگاهداری، مشاور و رئیس حوزه ریاست مجلس، سرپرست مرکز پژوهش‌های مجلس شورای اسلامی شد و در تاریخ ۱۴ شهریور ۱۴۰۰ با رأی اعضای هیئت امنای مرکز پژوهش‌های مجلس شورای اسلامی به عنوان رئیس این مرکز انتخاب شد.
مطابق قانون شرح وظایف مرکز پژوهشهای مجلس شورای اسلامی، اعضای هیئت رئیسه مجلس، هیئت امنای مرکز پژوهشها را تشکیل می‌دهند و رئیس مجلس رئیس هیئت امنا است.
مجلس شورای اسلامی از نخستین دوره، برای کارشناسی طرح‌ها و لوایح، از مشورت موردی کارشناسان استفاده می‌کرد. در عین حال، اساس کار بر فهم شخصی و توان علمی خود نمایندگان متکی بود؛ اما از اواخر سال ۱۳۷۱ به دستور هیئت رئیسه مجلس، نهادی مستقل، دائمی و سازمان یافته به نام «مرکز پژوهش‌های مجلس شورای اسلامی» برای ارائه خدمات مستمر کارشناسی و مطالعاتی در کنار مجلس قرار گرفت. مراحل قانونی تأسیس این مرکز در پاییز سال ۱۳۷۴ به انجام رسید.

## اهداف و شرح وظایف مرکز
مطابق قانون «شرح وظایف مرکز پژوهش‌های مجلس شورای اسلامی»، هدف از تأسیس مرکز، انجام دادن طرح‌های مطالعاتی و تحقیقاتی به منظور ارائه نظرهای کارشناسی و مشورتی به نمایندگان، کمیسیون‌ها و هیئت رئیسه مجلس شورای اسلامی است. وظایف این نهاد در ماده (۲) قانون «شرح وظایف مرکز پژوهش‌ها» مذکور به شرح زیر است:
الف) مطالعه، بررسی و ارائه نظرهای کارشناسی بر روی تمام طرح‌ها و لوایح
ب) گردآوری، نقد و تنظیم نظرهای محققان و پژوهشگران مراکز دانشگاهی و تحقیقاتی، دستگاه‌های اجرایی، نهادها، گروه‌ها و احزاب سیاسی و افکار عمومی در مورد نیازهای جامعه
ج) مطالعه، بررسی و تحقیق نسبت به حسن اجرای قوانین و سایر ابعاد نظارتی مجلس و ارائه پیشنهادهای کارشناسانه برای رفع موانع و مشکلات اجرایی
د) تأمین نیازهای اطلاعاتی کمیسیون‌ها و نمایندگان مجلس از طریق تدارک و برقراری نظام اطلاع‌رسانی
هـ) انجام پژوهش‌های موردی حسب درخواست هیئت رئیسه، کمیسیون‌ها و نمایندگان مجلس
و) انجام مأموریت‌های محوله در رابطه با کتابخانه‌های مجلس که این گونه موارد زیرنظر مستقیم رئیس مجلس قرار می‌گیرند.
ز) اشاعه نتایج مطالعات پژوهشی از طریق:
- نشر کتب و نشریات
- انعکاس نظرات به واحدها و دستگاه‌های ذی‌ربط با نظر هیئت رئیسه مجلس.

## ارکان مرکز
براساس تصریح ماده (۳) قانون «شرح وظایف مرکز پژوهش‌های مجلس شورای اسلامی»، ارکان مرکز عبارت‌اند از:
۱. هیئت امنا: متشکل از رئیس مجلس، اعضای هیئت رئیسه مجلس و پژوهشی.
تصویب خط مشی کلی مرکز بنا بر پیشنهاد رئیس مرکز، تأیید بودجه، تأیید زیرمجموعه سازمانی و آیین‌نامه‌های استخدامی، مالی و معاملاتی و نصب و عزل رئیس مرکز، از جمله وظایف هیئت امناست.
رئیس مرکز را هیئت امنا با توجه به ماده (۷) قانون «شرح وظایف مرکز پژوهش‌های مجلس شورای اسلامی»، برای مدت چهار سال از میان افرادی ذی‌صلاح که دارای مدارج بالای علمی و تجربه کافی باشند، انتخاب می‌کند. اهم وظایف رئیس عبارت‌اند از: ارائه خط مشی و پیشنهاد بودجه و نظارت عالیه بر امور اجرایی و پژوهشی.
شورای پژوهشی، متشکل از رئیس مرکز، پنج نفر از شخصیت‌های علمی و کارشناسی از بین نمایندگان مجلس به انتخاب هیئت امنای مرکز و پنج نفر از پژوهشگران متخصص دارای حداقل مرتبه استادیاری با معرفی رئیس مرکز و تصویب هیئت امنا است. بررسی و تأیید طرح‌های پژوهشی، همکاری در تدوین برنامه سالانه مرکز، نظارت بر انتشار نشریه‌های علمی و پژوهشی مرکز و تعیین برنامه‌های اجرایی مرکز برای ارتباط علمی با سایر مراکز آموزشی و پژوهشی داخل و خارج کشور، جزء وظایف شورای پژوهشی است.

## ساختار و مدیران مرکز
در ساختار سازمانی مرکز پژوهش‌ها: قائم مقام، چهار معاونت پژوهشی و یک معاونت اجرایی وجود دارد که هر یک در امری خاص به عنوان بازوی معین رئیس مرکز عمل می‌کنند.
مدیران مرکز:
- رئیس مرکز (بابک نگاهداری)
- قائم‌مقام (عطاءالله رفیعی آتانی)
- مدیر کل حوزه ریاست، روابط عمومی و اموربین‌الملل ()
- معاونت‌های پژوهشی
1. معاون پژوهش‌های اقتصادی ()
2. معاون پژوهش‌های زیربنایی و امور تولیدی ()
3. سرپرست معاونت پژوهش‌های اجتماعی و فرهنگی ()
4. معاون پژوهش‌های سیاسی و حقوقی ()
5. مدیر کل هماهنگی و برنامه‌ریزی امور پژوهشی ()

- معاون اجرایی ()
معاونت اجرایی حوزه ستادی مرکز بوده و مشتمل بر سه اداره کل فناوری اطلاعات و ارتباطات، ذیحسابی و اداره کل ا مور مالی و اداره کل ا مور اداری است.
آخرین وضعیت در آدرس زیر قابل مشاهده است: https://rc.majlis.ir/fa/content/about_research_center

### معاونت‌های پژوهشی
اهم وظایف حوزه معاونت پژوهشی، اجرای طرح‌های تحقیقاتی و مطالعاتی در کلیه زمینه‌های مرتبط با مجلس شورای اسلامی است که به ترتیب زیر انجام می‌پذیرند:
پژوهش و کارشناسی طرح‌ها و لوایح: کلیه طرح‌ها و لوایح در جریان تصویب، در حوزه معاونت پژوهشی مرکز مورد مطالعه و بررسی قرار می‌گیرند و نتایج مطالعات کارشناسی در اختیار نمایندگان مجلس گذاشته می‌شود.
پژوهش و مطالعه طرح‌های بنیادین: طرح‌های بنیادین و اساسی حکومتی، و مطالعات کلان مربوط به محورهای اقتصادی، سیاسی و فرهنگی، پس از تصویب رئیس وشورای علمی مرکز از جهت بدیع بودن، کارامدی و ضرورت و تطابق با شیوه‌های علمی تحقیق، برای اجرا به این حوزه سپرده می‌شوند.
خدمات پژوهشی: خدمات موردی پژوهشی، به ویژه گردآوری و تألیف پژوهش‌های انجام شده در کشور، حول موضوعات مختلف در این حوزه ارائه می‌شود.

### معاونت اجرایی
معاونت اجرایی وظیفه پشتیبانی از فعالیت‌های معاونت پژوهشی و زیرمجموعه‌های آن را برعهده دارد.
نظم بخشیدن روند اجرایی امور، گردش کار مطلوب در بخش‌های مختلف، نظارت بر امور مالی، ایجاد فضای مناسب کار و رفع نیازهای تدارکاتی، از جمله وظایف این معاونت به‌شمار می‌روند.

## دفترهای تخصصی
مطالعات و تحقیقات در مرکز پژوهش‌ها عمدتاً در دفترهای تخصصی، برنامه‌ریزی، مطالعه و انجام می‌شوند. ساختار تشکیلاتی گروه‌های دفترهای تخصصی، مرکب از یک مدیر، چندین محقق ارشد و دستیاران تحقیقاتی است. دفترها موظف به تعریف، نظارت و در صورت لزوم هدایت طرح‌های پژوهشی، تضمین هویت عمومی و تخصصی آن‌ها هستند؛ همچنین موظفند روند پیشرفت امور و دستاوردها و نتایج فعالیت‌ها را به معاونت پژوهشی منتقل کنند. گروه‌های پژوهشی، کانون‌های اصلی فعالیت‌های پژوهشی مرکز شناخته می‌شوند. همچنین «شورای مشاوران تخصصی» دفترها، دفترهای تخصصی را در زمینه‌های مختلف مطالعاتی از نظر ارزیابی فنی و علمی مطالعات انجام یافته، حمایت می‌کند. مرکز پژوهش‌های مجلس دارای تعدادی دفتر تخصصی است. هر دفتر با یک یا چند کمیسیون مجلس مرتبط است. فعالیت‌های دفترها همچنین متناسب با حوزه وظایف آن‌ها با چند دستگاه اجرایی ارتباط می‌یابند. در دفترهای تخصصی، متناسب با وظایف و نیازهای کمیسیون‌های مجلس فعالیت‌های مختلفی صورت می‌گیرد که اهم آن‌ها عبارت‌اند از:
- بررسی کارشناسی طرح‌ها و لوایحی که به مجلس ارائه می‌شوند؛ انجام مطالعات و بررسی‌های لازم و تهیه پیش‌نویس قوانین که به صورت طرح‌های قانونی و از طریق نمایندگان به مجلس تقدیم می‌شود.
- تهیه گزارش‌های نظارتی دربارهٔ خلاءهای قانونی یا ضعف‌های موجود در اجرای قانون مانند عدم اجرای پیمان متر که آسیب‌های جدی به فرایند صادرات با نداشتن اعتبار آزمایشگاه‌ها در سیستم جهانی اندازه‌شناسی
- ارزیابی عملکرد سالانه وزارتخانه‌ها و سازمان‌های وابسته به قوه مجریه و ارائه نتایج آن‌ها به مجلس
- شرکت در جلسات کمیسیون‌ها و کمیته‌های تخصصی آن به منظور ارائه مشاوره و پاسخگویی به درخواست‌های کمیسیون
- برقراری ارتباط با صاحبنظران و ایجاد شبکه‌ای از مشاوران علمی و با تجربه برای پاسخگویی به نیازهای مجلس، کمیسیون‌ها و نمایندگان
- برگزاری نشست‌های تخصصی و سمینارهای علمی
- برگزاری جلسات مشترک کارشناسی با دستگاه‌های اجرایی برای نزدیک ساختن دیدگاه‌ها در سطوح کارشناسی و کاهش اختلافات در سطح تصمیم‌گیران
- ارتباط مستمر با نهادهای مدنی و غیردولتی برای آگاهی از نظرات گروه‌های ذی‌نفع در تدوین لوایح و طرح‌ها و نیز مشارکت آن‌ها در فرایند قانونگذاری و نظارت.

## رؤسای مرکز پژوهش‌های مجلس
در طول عمر حدود ۳۰ ساله این مرکز و طی هشت دوره مجلس، ۶ نفر بر کرسی ریاست مرکز پژوهش‌های مجلس تکیه زده‌اند که ۴ نفر از آنها از جریان اصولگرا و ۳ نفر هم از نزدیکان علی لاریجانی محسوب می‌شوند.
| نام               | از سال | تا سال | دوره ریاست                                             |
| ----------------- | ------ | ------ | ------------------------------------------------------ |
| محمدجواد لاریجانی | ۱۳۷۴   | ۱۳۷۹   | ماه‌های پایانی مجلس چهارم و دوره پنجم مجلس شورای اسلامی |
| محمدرضا خاتمی     | ۱۳۷۹   | ۱۳۸۳   | دوره ششم مجلس شورای اسلامی                             |
| احمد توکلی        | ۱۳۸۳   | ۱۳۹۱   | دوره‌های هفتم و هشتم مجلس شورای اسلامی                  |
| کاظم جلالی        | ۱۳۹۱   | ۱۳۹۸   | دوره‌های نهم و دهم مجلس شورای اسلامی                    |
| علیرضا زاکانی     | ۱۳۹۹   | ۱۴۰۰   | سال اول دوره یازدهم مجلس شورای اسلامی                  |
| بابک نگاهداری     | ۱۴۰۰   | تاکنون | از سال دوم دوره یازدهم مجلس شورای اسلامی               |

## جنجال‌های مرکز پژوهش‌ها
گزارش‌های مرکز پژوهش‌های مجلس در طی دوره‌های مختلف کم حاشیه نبوده، گزارش‌های این مرکز در مجلس ششم و دوران ریاست محمدرضا خاتمی و در مجالس بعدی، سیاسی خوانده شد و دولت محمود احمدی‌نژاد و سایت‌ها و رسانه‌های حامی او گزارش‌های این مرکز را زیر سؤال بردند. تا جایی که پایگاه اطلاع‌رسانی دولت در اسفند سال ۸۸ در گزارشی نوشت که «گزارش‌های تولید شده در مرکز پژوهش‌های مجلس که قاعدتاً باید بر اساس اصول علمی و پژوهشی به‌ویژه بی‌طرفی و جانبداری در قضاوت تهیه شود بر اساس رویکردی خاص، به ابزاری ژورنالیستی برای هجمه تبلیغاتی به دولت تبدیل شده‌است». انتقاد پایگاه اطلاع‌رسانی دولت وقت و رسانه‌های حامی آن به گزارش‌های مرکز پژوهش‌های مجلس دربارهٔ لایحه بودجه دولت بود.
1. بررسی طرح اپراتور دوم تلفن همراه در ایران
2. بررسی قرارداد کرسنت
3. قرارداد ال نود
4. قانون طرح تثبت قیمت‌ها

۵- قانون اصل ۴۴
1. قانون معادن
2. قانون مبارزه با قاچاق
3. قانون نفت
4. قانون مجازات اسلامی و اجرای آزمایشی آن قانون
5. قانون تجارت
6. قانون هدفمندی یارانه‌ها
7. قانون نحوه نظارت بر نمایندگان

۱۳- قانون نظارت بر دارایی مسئولان ۱۴- قانون مدیریت خدمات کشوری بر اساس گزارش وب‌سایت خبرآنلاین از دیگر گزارش‌های جنجالی مرکز پژوهش‌های مجلس شورای اسلامی تاکنون بوده‌است.